# 颶風瓦拉卡
飓风瓦拉卡（英語：Hurricane Walaka）是2018年太平洋颶風季第19个获名风暴、第12场飓风、第8场大型飓风和第2场五级飓风，在夏威夷群島引发大浪并产生强烈的风暴潮。
瓦哈卡源自9月24日夏威夷州东南偏南约2575公里海域形成的低气压区，系统向西移动，约一天后进入中太平洋并继续西进。此后几天这股扰动天气逐渐组织，于9月29日成为热带低气压，而且当天就增强成热带风暴并获名“瓦哈卡”。气旋快速增强，9月30日升级飓风，次日达到大型飓风标准。受北面的低气压天气系统影响，风暴走势向北偏移。10月2日清晨，瓦哈卡达到最大持续风速每小时260公里、气压921毫巴（百帕，27.2英寸汞柱）的最高强度，已属五级飓风。眼牆置換循環令气旋减弱，但此后几天一直保持大型飓风标准。接下来风暴因外界环境不利稳步减弱，于10月6日在夏威夷群岛北部远处转变成温带气旋。瓦哈卡的残留加速向东北移动，最终在10月7日逐渐消散。
瓦拉卡没有影响主要大陆，但曾以强劲四级飓风强度靠近荒无人烟的约翰斯顿环礁，当地之前收到飓风警告。四名科学家打算留在岛上度过难关，但在风暴来袭前撤離。气旋曾靠近西北夏威夷群島，但在接近期间大幅减弱。飓风直接袭击并彻底摧毁弗伦奇弗里盖特沙州的东岛，严重破坏许多濒危物种的筑巢场。当地珊瑚礁破坏严重，鱼类种群需另觅栖息地。夏威夷群岛主要岛屿近海波涛汹涌，歐胡島南岸近海数十人需外界救援。

## 气象历史
2018年9月22日，美国国家飓风中心预测西经130至140°海域会形成低气压区。两天后，夏威夷州希洛东南偏南约2575公里洋面形成低壓槽（拉长的低气压区）。这股扰动天气9月26日与下层云系和大块积云进入中太平洋，夏威夷群島北面的副热带高压脊促使系统此后几天向西移动。协调世界时9月27日正午12点，系统在希洛东南方向约1295公里水域形成地面低气压区；48小时后（9月29日正午12点），低气压在檀香山以南约1110公里位置发展成第一号热带低气压。气旋下层环流中心附近的对流（即雷暴活动）积聚，南部和东部形成带状特征（显著拉长的弯曲积雨云）。六小时后，中太平洋颶風中心将热带低气压升级成热带风暴并以“瓦拉卡”（Walaka）命名。
风暴所在海域海面温度约为29至30°C，垂直风切变少，空气湿润，非常有利于热带气旋发展。瓦拉卡形成后带状特征消散，但对流持续，同时继续在副热带高压脊推动下西进。瓦拉卡开始快速增强，下层中心附近的对流在9月30日变得更加充足。风暴云顶温度降低，于当天下午18点强化成飓风。瓦拉卡继续组织，10月1日清晨卫星影像出现云雾瞭绕的風眼，中午12点就成为三级飓风，是2018年太平洋第四场大型飓风。瓦拉卡此时的风眼非常清晰，周围由大范围环形冷云围绕，风暴沿副热带高压脊西南边缘转朝西北偏西移动。10月2日凌晨0点，气旋达到最大持续风速每小时260公里、中心最低气压921毫巴（百帕，27.2英寸汞柱）的最高强度，成为2018年太平洋颶風季第二场五级飓风。此时风暴直径37公里的风眼非常清晰，周围是寒冷的顶层云系。微波图像和高级散射仪数据表明瓦拉卡内部形成同心风眼墙，表明飓风已开始眼牆置換循環。北面的上层低气压区逐渐增强，令风暴朝北转向。

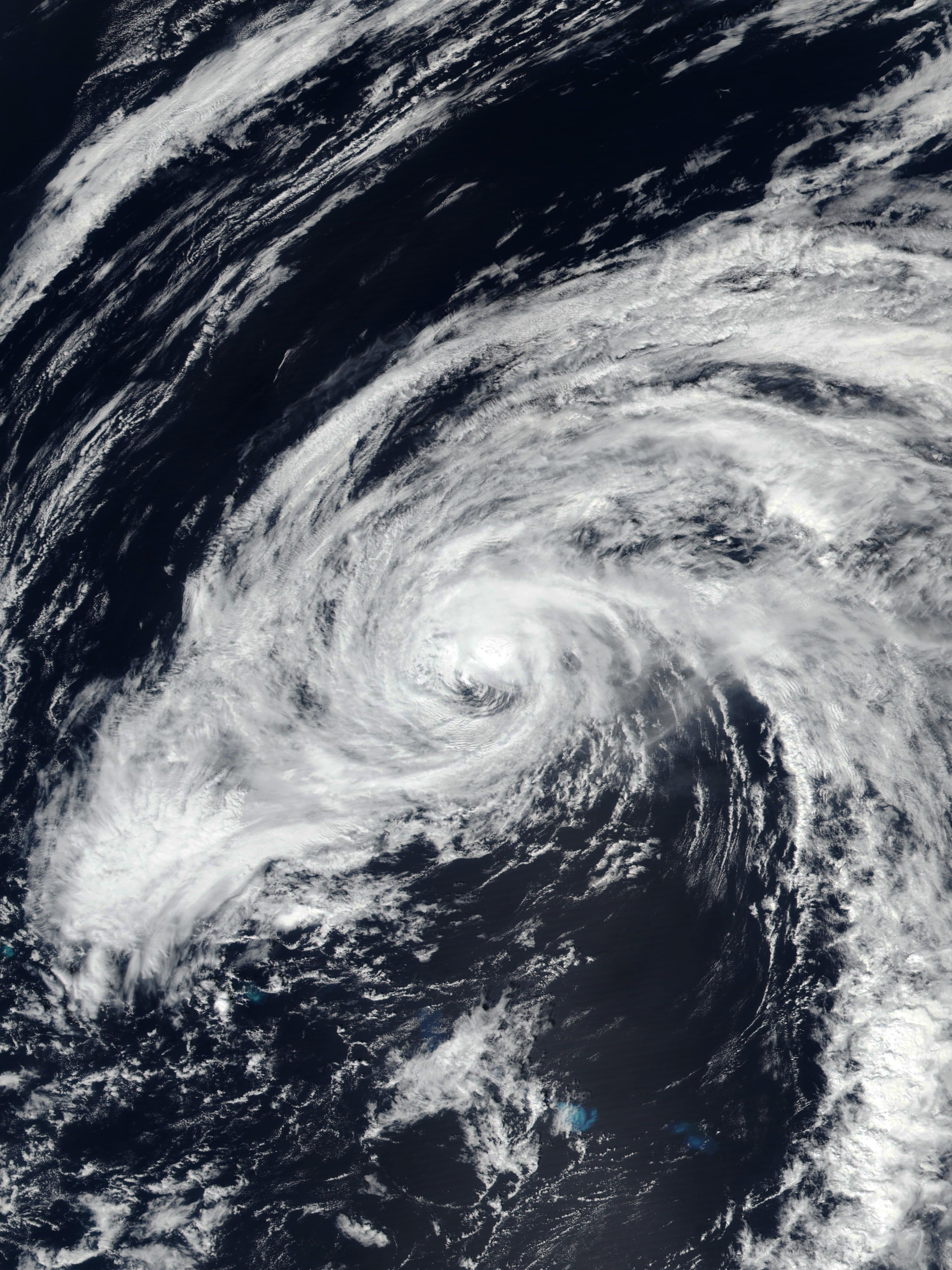
10月5日清晨正处一级飓风强度下限的瓦拉卡

瓦拉卡保持最高强度约六小时，然后开始因眼墙置换循环减弱，在此期间继续因上层低气压区影响北上。10月3日凌晨零点，风暴降级成四级飓风，此时卫星图像上的风眼已经不那么清晰，里面云雾缭绕，云层还令风眼墙和中心密集雲團區回暖。凌晨三点左右，气旋从约翰斯顿环礁以西约75公里近海掠过。完成眼墙置换循环后，风暴强度略有回升，在10月3日正午12点左右达到风力时速230公里的第二波强度高峰。构成风眼墙的云层冷却，风眼变得越来越清晰，但风暴再度增强后，西北部风眼墙又因风切变不断增长变薄。接下来瓦拉卡加速向西北偏西移动并再度开始减弱。10月3日晚，风切变侵蚀西侧和西南面风眼墙，同时西南和东北部的上层卷云外流受到干扰。已经很强的风切变还在进一步强化，速度在0点左右达到最高的每小时87公里。风暴的风眼从卫星图像上消化，下层中心西南部暴露出来。
10月4日早上6点20分左右，瓦拉卡以三级飓风强度经过移动路线中最靠近弗伦奇弗里盖特沙州的位置，两者最短距离仅55公里。10月4日，外界环境更加不利于热带气旋发展，海面温度低于27°C而且热量不断减少。飓风迅速减弱，当天中午12点就降至低于大型飓风标准，次日凌晨0点已至一级飓风强度下限。10月5日清晨，瓦拉卡沿上层低气压区北侧边缘转向西北，对流继续消退，基本只有下层中心东北部还有雷暴活动。10月5日晚风切变减弱，但风暴沿途海面温度不足25°C。瓦拉卡继续向西北偏北飘移，对流再度包裹气旋下层中心，减弱势头放缓。当晚，下层中心再度完全暴露，残留对流均已消散，瓦拉卡受上层低压槽影响转向东北。雷暴活动完全消失后，风暴于10月6日正午12点左右转变成溫帶氣旋。温带气旋继续在开放海域行进，最终于10月7日下午18点完全消散。

## 防灾措施和影响

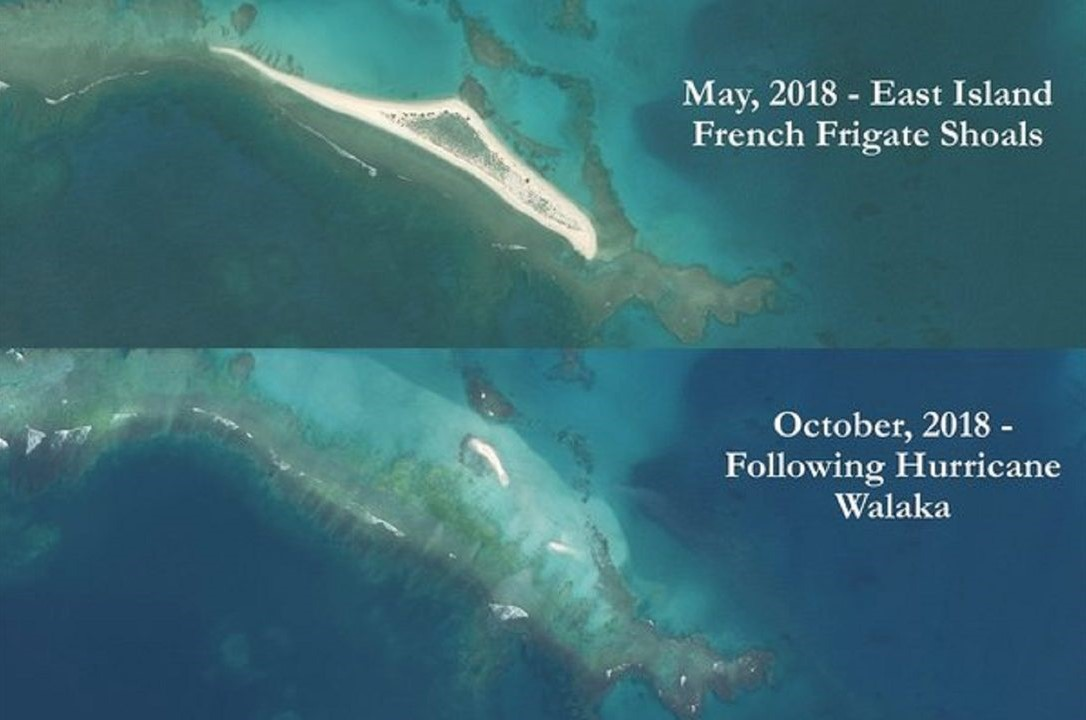
飓风产生强烈的风暴潮，将4.5公顷的东岛彻底冲毁（上方是风暴前的岛屿），大部分泥沙散布在北面的珊瑚礁

随着飓风逼近西北夏威夷群島，约翰斯顿环礁9月30日收到飓风观察预警，次日升级成飓风警告。10月2日清晨，气象机构向尼胡阿岛（Nihoa）、弗伦奇弗里盖特沙州（French Frigate Shoals）至马罗礁（Maro Reef）一线发布飓风观察预警，其中弗伦奇弗里盖特沙州至马罗礁当天升级飓风警告，尼胡阿岛至弗伦奇弗里盖特沙州一线接到热带风暴警告。与世隔绝的约翰斯顿环礁此时有四名科学家，他们原计划在岛上避难所度过难关，但美國魚類及野生動物管理局要求把他们紧急转移，美国海岸警卫队次日从卡拉洛亚机场出动飞机将人接走。10月2日，在弗伦奇弗里盖特沙州研究夏威夷僧海豹和綠蠵龜的七名研究人员疏散到檀香山。
10月4日，瓦拉卡以三级飓风强度袭击西北夏威夷群岛。风暴经过弗伦奇弗里盖特沙州期间伴随强烈的风暴潮。面积狭小、地势低矮的东岛（East Island）在飓风直接冲击下彻底瓦解，泥沙散步在北面的珊瑚礁。该岛本是濒危动物绿蠵龟和极危动物夏威夷僧海豹的重要筑巢点。估计2018年绿蠵龟在岛上所筑的巢有19%被毁，但巢内所有成年雌龟都在风暴来袭前离开。夏威夷群岛约半数绿蠵龟在东岛筑巢，美国国家海洋和大气管理局保护物种部主任查尔斯·利特南（Charles Littnan）表示，飓风摧毁该岛对濒危物种造成的损失需要很多年才能全面恢复。2019年8月，卫星图像显示东岛位置已有沙子聚集。弗伦奇弗里盖特沙州、利相斯基岛（Lisianski Island）、珍珠和合姆环状珊瑚岛（Pearl and Hermes Atoll）附近的珊瑚礁损伤严重，当地鱼类种群需另觅栖息地。
受飓风影响，10月4日夏威夷群岛主要岛屿潮水高涨，尼豪島、考艾岛和歐胡島西岸和南岸沿线的风暴潮高1.8至3.7米。摩洛凱島、拉奈島和茂宜島南岸的风暴潮约1.5至2.4米。夏威夷島西岸出现1.8至3米风暴潮。歐胡島南岸至少81人靠救生员脱险。